# Matilda-effekten
Matilda-effekten er et bias mod at anerkende kvindelige videnskabsfolks præstationer, og hvis arbejde tilskrives deres mandelige kolleger. Dette fænomen blev første gang beskrevet af kvinderettighedsforkæmperen og abolitionisten Matilda Joslyn Gage (1826-98) i hendes essay "Woman as Inventor" (udgivet første gang i 1870 som en erklæring, og i 1883 i tidsskriftet North American Review). Matilda-effekten blev navngivet i 1993 af videnskabshistorikeren Margaret W. Rositter.
Rositter giver flere eksempler på effekten. Trotula (eller Trota af Salerno), en italiensk kvindelig læge fra det 12. århundrede, skrev bøger som, efter hendes død, blev tilskrevet mandelige forfattere. Eksempler fra det 19. og 20. århundrede illustrerer også Matilda-effekten, som omfatter personer som Nettie Stevens, Lise Meitner, Marietta Blau, Rosalind Franklin og Jocelyn Bell Burnell.
Matilda-effekten er blevet sammenlignet med Matthæus-effekten, hvor en mere anerkendt forsker oftere får mere anerkendelse end sammenlignelig ukendt forsker, selvom deres arbejde er enten delt eller lignende.

## Forskning
To kvindelige forskere fra Radboud Universiteit i Holland viste i 2012, at kønnet på kandidater til professorater påvirker deres bedømmelse af dem. Lignende sager er blevet beskrevet af to kvindelige italienske forskere i et studie, som er blevet bekræftet af et spansk studie. På den anden side har flere studier fundet ingen forskel mellem antallet af citationer og påvirkningen af publikationer mellem mandlige og kvindelige forfattere.